# Jefferson (Virginia)
Jefferson es un lugar designado por el censo en el  condado de Fairfax, Virginia  (Estados Unidos). Según el censo de 2010 tenía una población de 25.396 habitantes.

## Demografía
Según el censo del 2000, Jefferson tenía 27.422 habitantes, 10.016 viviendas, y 6.470 familias. La densidad de población era de 2.092,4 habitantes por km².
De las 10.016 viviendas en un 29,5%  vivían niños de menos de 18 años, en un 50,8%  vivían parejas casadas, en un 9,4% mujeres solteras, y en un 35,4% no eran unidades familiares. En el 25,8% de las viviendas  vivían personas solas el 6,4% de las cuales correspondía a personas de 65 años o más que vivían solas. El número medio de personas viviendo en cada vivienda era de 2,74 y el número medio de personas que vivían en cada familia era de 3,3.
Por edades la población se repartía de la siguiente manera: un 21,7% tenía menos de 18 años, un 8,5% entre 18 y 24, un 38,2% entre 25 y 44, un 22,5% de 45 a 60 y un 9% 65 años o más.
La edad media era de 35 años.  Por cada 100 mujeres de 18 o más años  había 99,6 hombres.
La renta media por vivienda era de 66.445$ y la renta media por familia de 72.682$. Los hombres tenían una renta media de 42.776$ mientras que las mujeres 37.416$. La renta per cápita de la población era de 28.705$. En torno al 3,5% de las familias y el 4,8% de la población estaban por debajo del umbral de pobreza.

## Localidades adyacentes
El siguiente diagrama muestra a las localidades más próximas a Jefferson.